# Obitel, Tărgoviște
Obitel (în bulgară Обител) este un sat în comuna Omurtag, regiunea Tărgoviște,  Bulgaria. 

## Demografie
Componența etnică a satului Obitel
     Bulgari (2,26%)
     Turci (44,82%)
     Nicio identificare (51,29%)
     Altele (1,61%)
La recensământul din 2011, populația satului Obitel era de 618 locuitori. Nu există o etnie majoritară, locuitorii fiind turci (44,82%) și bulgari (2,26%). Pentru 51,29% din locuitori nu este cunoscută apartenența etnică.